# Wayne Adam Ford
Wayne Adam Ford (n. 3 de diciembre de 1961) es un asesino en serie estadounidense. Ford, excamionero, asesinó a tres prostitutas y una autoestopista entre 1997 y 1998. Las estranguló mientras mantenían relaciones sexuales y luego les cortó partes del cuerpo. Se entregó con un pecho de su última víctima dentro de una bolsa en el bolsillo de su abrigo.

## Antecedentes
Ford nació en Petaluma, California, el segundo hijo de padre estadounidense y madre inmigrante alemana. Sus padres se divorciaron cuando él tenía 10 años. Abandonó la secundaria y se alistó en el Cuerpo de Marines de Estados Unidos, donde sirvió por 6 años antes de ser dado de baja con honores en 1985. A partir de 1983, tuvo problemas cada vez mayores en el trabajo y decaimientos psicológicos, que precisaron de varias hospitalizaciones.
Ford tuvo dos matrimonios breves, ambos acabados en divorcio. Tuvo una serie de altercados con la ley, incluyendo acusaciones de golpear y robarle a una prostituta, además de crueldad hacia animales, por lo cual pasó un tiempo en la cárcel. Trabajaba como camionero de larga distancia en el momento de su arresto.

## Arresto y juicio
Ford se entregó. Entró caminando al Departamento del Sheriff del Condado de Humboldt en Eureka, California, en noviembre de 1998, con el pecho cercenado de una mujer en su bolsillo. Confesó haber asesinado a cuatro mujeres entre 1997 y 1998, y se cree que asesinó a otras.
Fue declarado culpable de cuatro cargos de asesinato en primer grado el 27 de junio de 2006, siendo condenado con la pena capital en agosto de 2006. Actualmente reside en el corredor de la muerte en la Prisión Estatal de San Quintín, en California.

## Seguir leyendo
- Rother, Caitlin (2009). Body Parts. Pinnacle True Crime. ISBN 978-0-7860-1954-0.
- Smith, Carlton (2001). Shadows of Evil (en inglés). New York: St, Marten's Paperbacks. ISBN 0-312-97887-1.

- Datos: Q4491827